# Pierre Durand du Repaire
Pierre Durand Du Repaire est un homme politique français né le 8 octobre 1762 à Saint-Front-d'Alemps (Dordogne) et mort le 15 mai 1843 à Périgueux (Dordogne).

## Biographie
Propriétaire terrien, il est maire de Saint-Front-d'Alemps et député de la Dordogne de 1822 à 1827, siégeant à droite avec les royalistes.

## Sources
- « Pierre Durand du Repaire », dans Adolphe Robert et Gaston Cougny, Dictionnaire des parlementaires français, Edgar Bourloton, 1889-1891 [détail de l’édition]